# Sint-Petrusbasiliek (Boxmeer)
De Sint-Petrusbasiliek (officieel de Basiliek van Sint-Petrus en -Paulus) is een rooms-katholieke kerk in het Noord-Brabantse Boxmeer.

## Geschiedenis
Op de plaats van de Sint-Petruskerk stond al voor 1000 een kerk. Dit was een eenbeukig romaans zaalkerkje met toren en rechtgesloten koor. Later werd deze vervangen door een gotische kerk in baksteen, die bekendstond om zijn fraaie netgewelven. Omstreeks 1870 werd deze kerk in neogotische stijl uitgebreid. De kerk werd in 1944 verwoest en in 1946 werden de restanten van deze kerk gesloopt. Vervolgens werd de huidige kerk gebouwd door de Vughtse architect Hendrik Willem Valk. In 1952 werd de kerk plechtig ingewijd door de toenmalige bisschop van 's-Hertogenbosch.

## Oude elementen

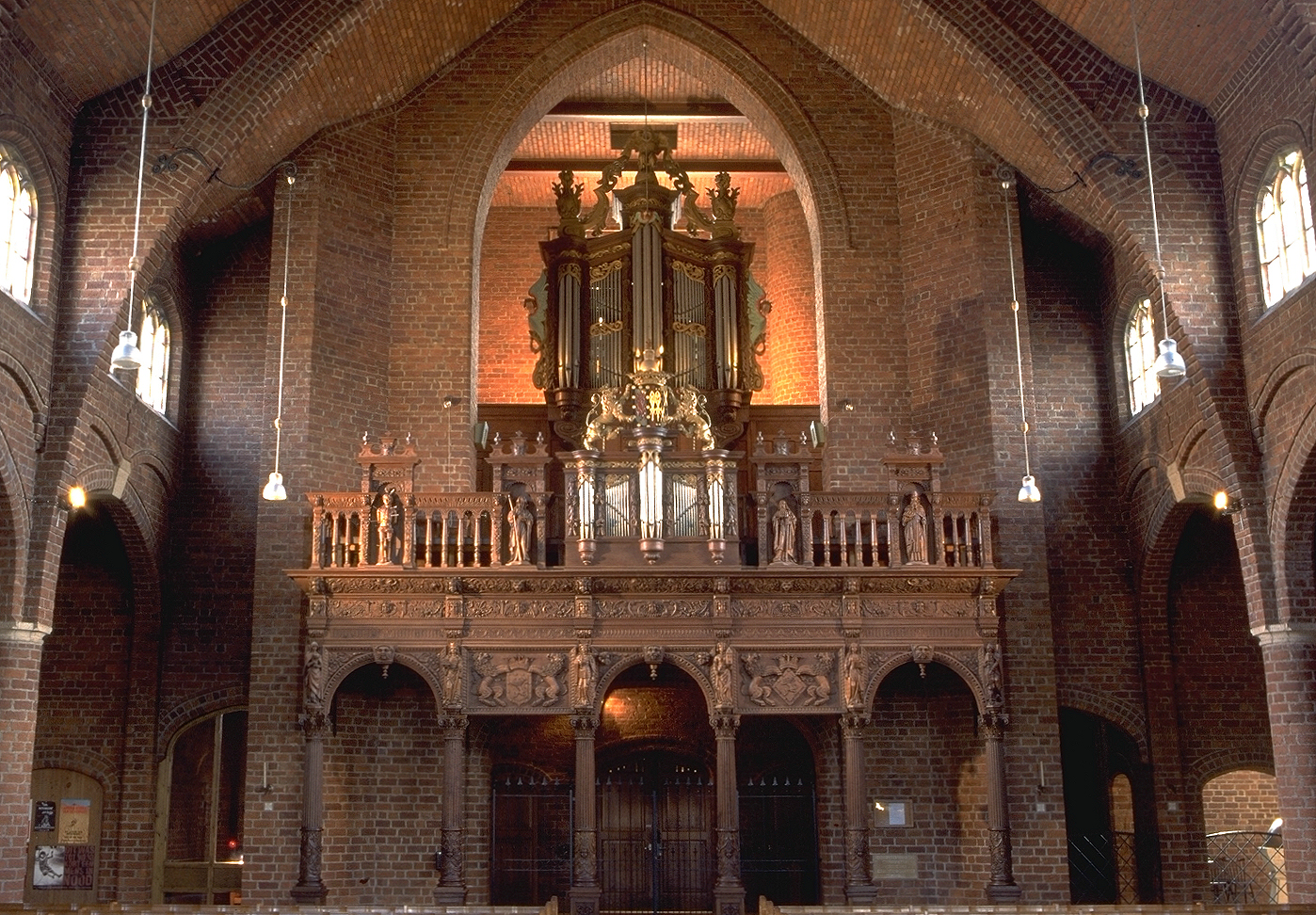
Oksaal en orgelkassen uit 1634 met wapen graaf Oswald II van den Bergh

Binnen zijn nog een aantal originele elementen aanwezig, zoals:
- In de crypte zijn nog resten van de voormalige romaanse en laatgotische kerken te vinden.
- De marmeren graftombe voor graaf Oswald III van den Bergh en zijn gemalin uit 1741, vervaardigd door Jan-Baptist Xavery.
- Het eikenhouten oksaal (zangzolder) van Jan Werkens uit 1634. Dit in Renaissancestijl uitgevoerde oksaal is het enige dat in Noord-Brabant overgebleven is. Het doorstond de oorlogsverwoestingen. Op de balustrade zijn de wapens aangebracht van graaf Albert van den Bergh en zijn echtgenote. Ook zijn op het oksaal beelden geplaatst van de heiligen: Agnes, Catharina, Lucia, Barbara, een vrouwelijke heilige met Quirinusschild, en Maria Magdalena. Op de balustrade zijn laatgotische beelden te vinden, namelijk die van Sebastiaan, Jacobus de Meerdere, Jacobus de Mindere, en Antonius Abt. De beide Jacobsbeelden zijn van de hand van Heinrich Douvermann en stammen uit het begin van de 16e eeuw. Boven het oksaal bevindt zich de orgelkas.
- Enkele beelden, zoals een piëta uit de 16e eeuw, een Heilige Maria met Heilige Anna uit de 16e eeuw, een beeld van de Heilige Cornelius uit de 15e eeuw en een Mariabeeldje (Onze Lieve Vrouwe ter Peer) uit de 15e eeuw.
- Moderne gebrandschilderde ramen van Eugène Laudy, en in de Bloedkapel ramen van Luc van Hoek.

## Bloedwonder en bedevaart
In de crypte onder de kerk vond rond 1400 het zogenaamde Bloedwonder plaats. Deze gebeurtenis maakte van Boxmeer een bedevaartplaats. In de kerk bevindt zich een kostbare reliekschrijn van het Heilig Bloed. Nog altijd trekt elk jaar twee weken na Pinksteren, de zogenaamde Vaartzondag, een processie genaamd de Vaart. Deze loopt door de straten van Boxmeer om het Bloedwonder te herdenken.

## Verheffing tot basiliek

Wapen van de basiliek.

In 1999 werd de kerk door paus Johannes Paulus II verheven tot basilica minor. Het was daarmee de 18e kerk in Nederland die deze status verkreeg.

## Kunst
Aan de zichtzijde van het altaar bevindt zich een glaskunstwerk van 220 bij 80 cm van kunstenares Annemiek Punt.